# Цебиев, Ахмед Магомедович
Ахме́д Магоме́дович Цеби́ев (1 января 1935, Махкеты, Веденский район, Чечено-Ингушская АССР, РСФСР, СССР — 2000, Грозный, Чечня, Россия) — советский физик, кандидат технических наук, автор открытия и 26 изобретений в области радиоэлектроники и радиосвязи, подтвержденных свидетельствами Государственного Комитета СССР по делам изобретений и открытий, автор более 50 научных работ в открытой и закрытой печати.

## Биография
Чеченец. Родился в 1935 году в селе Махкеты Веденского района Чечено-Ингушской АССР. В 1959 году закончил Ростовский государственный университет. По окончании был направлен в город Фрязино. В 1975 году защитил диссертацию на соискание учёной степени кандидата технических наук.
Им было установлено ранее неизвестное явление генерации СВЧ-колебаний полупроводниковым диодом при напряжении близком к пробивному.
Фамилия Цебиева приводится в двухтомнике «Открытия советских ученых», изданной в 1980-х годах. В этой книге упоминается одно открытие, внесенное в реестр открытий СССР 17 марта 1964 года. Сам же он утверждал в брошюре «Кто есть кто в Чеченской Республике», изданной в начале 1990-х годов, что является автором трёх открытий.
В 1977 году группа сотрудников была представлена на соискание Ленинской премии. В числе соискателей был и А. М. Цебиев. Все члены этой группы получили премию за исключением Цебиева, хотя его вклад был наиболее существенным. И, как показывают официальные документы, сделано это было недостойными методами с участием его коллег по работе. Этот удар серьёзно отразился на его здоровье.
В 1983 году вернулся в Чечено-Ингушетию. Работал в Грозненском нефтяном институте. С 1983 года работал в НПО «Промавтоматика» в Грозном. В 1987 году в двух школах Чечено-Ингушской АССР были открыты первые компьютерные классы в Урус-Мартане (СШ № 5) и Грозном (СШ № 9). В СШ № 9 Грозного в 1988 году А. М. Цебиевым компьютеры были объединены в беспроводную локальную сеть. В то время это было большим достижением.
В 2000 году был убит. По одной из версий, расстрелян мародёрами за отказ отдать свой компьютер.

## Память
- О Цебиеве сняты документальные фильмы «Ахмед Цебиев. Избранный» и «Ахмед Цебиев. Жизнь замечательных чеченцев»;
- Его имя присвоено средней школе № 9 Грозного, в которой с 1988 года работала созданная им беспроводная компьютерная сеть[1].

## Семья
Сын Цебиева Руслан, журналист, ведущий грозненской радиостанции, был убит в 1995 году.